# Acrossocheilus iridescens
Acrossocheilus iridescens és una espècie de peix cipriniforme de la família dels ciprínids que es troba a Laos, Vietnam i Yunnan (Xina).